# 奥坦河畔圣洛朗
奧坦河畔圣洛朗（法語：Saint-Laurent-sur-Othain，法語發音：[sɛ̃ loʁɑ̃ syʁ ɔtɛ̃]）是法国默兹省的一个市镇，属于凡尔登区。

## 地理
奥坦河畔圣洛朗（49°23'44"N, 5°31'35"E）面积16.79 平方千米，位于法国大東部大區默兹省，该省份为法国西北部内陆省份，北与比利时接壤，西接马恩省和阿登省，南至上马恩省和孚日省，东临默尔特-摩泽尔省。
与奥坦河畔圣洛朗接壤的市镇（或旧市镇、城区）包括：大法伊、芒日耶讷、卢瓦松河畔梅尔勒、皮永、索尔贝、维莱莱芒日耶讷。

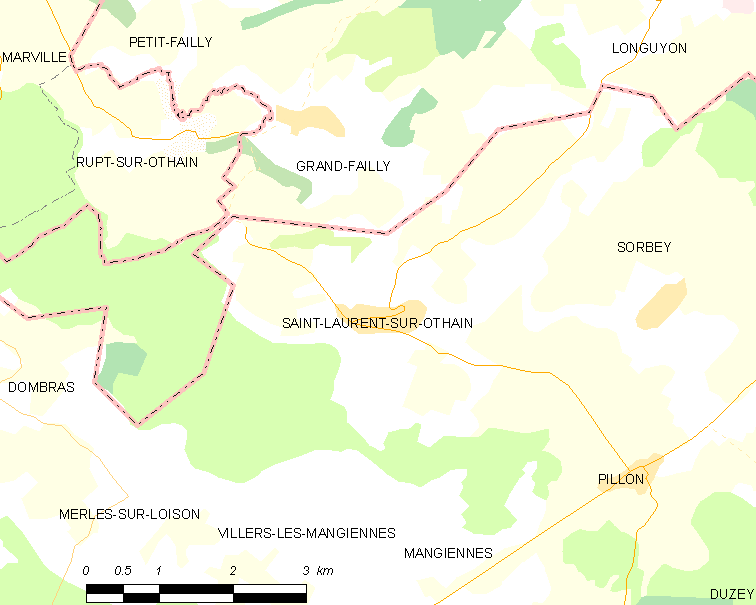
奥坦河畔圣洛朗的OSM定位图

奥坦河畔圣洛朗的时区为UTC+01:00、UTC+02:00（夏令时）。

## 行政
奥坦河畔圣洛朗的邮政编码为55150，INSEE市镇编码为55461。

## 政治
奥坦河畔圣洛朗所属的省级选区为布利尼县。

## 人口

1962-2008年间奥坦河畔圣洛朗人口变化图示

奥坦河畔圣洛朗于2022年1月1日时的人口数量为443人。